# AMC Eagle
El AMC Eagle es un vehículo de pasajeros compacto con tracción en las cuatro ruedas que fue fabricado y comercializado por American Motors Corporation (AMC) entre los años 1980 y 1987; y por Chrysler en 1988, tras la adquisición de AMC en 1987.
Introducidos en agosto de 1979 para el año del modelo de 1980, las variantes cupé, sedán y familiar se basaron en el AMC Concord. En 1981, los modelos de dos puertas basados en el AMC Spirit de tamaño subcompacto, el SX/4 y el Kammback, se unieron a la línea Eagle destinada tanto a primeros compradores como a ventas de flotas.
Una conversión convertible Sundancer del modelo Eagle de dos puertas más grande estuvo disponible durante 1981 y 1982. En 1984, solo estuvieron a la venta las versiones sedán y familiar. Para 1988, su último año, solo se ofreció un familiar, que se comercializó como "Eagle Wagon". Sin embargo, Chrysler Corporation siguió utilizando el nombre como la marca de automóviles Eagle hasta 1998.
Los AMC Eagle eran los únicos automóviles de pasajeros con tracción en las cuatro ruedas producidos en los EE. UU. en ese momento. Todos los modelos presentaban "la comodidad de un automóvil de pasajeros, más la seguridad brindada en todo tipo de clima por la tracción 4x4". Aunque la denominación todavía no se empleaba en ese momento, el AMC Eagle se reconoce como uno de los primeros vehículos crossover (es decir, un modelo directamente derivado de otro vehículo de serie).

## Historia

### El concepto

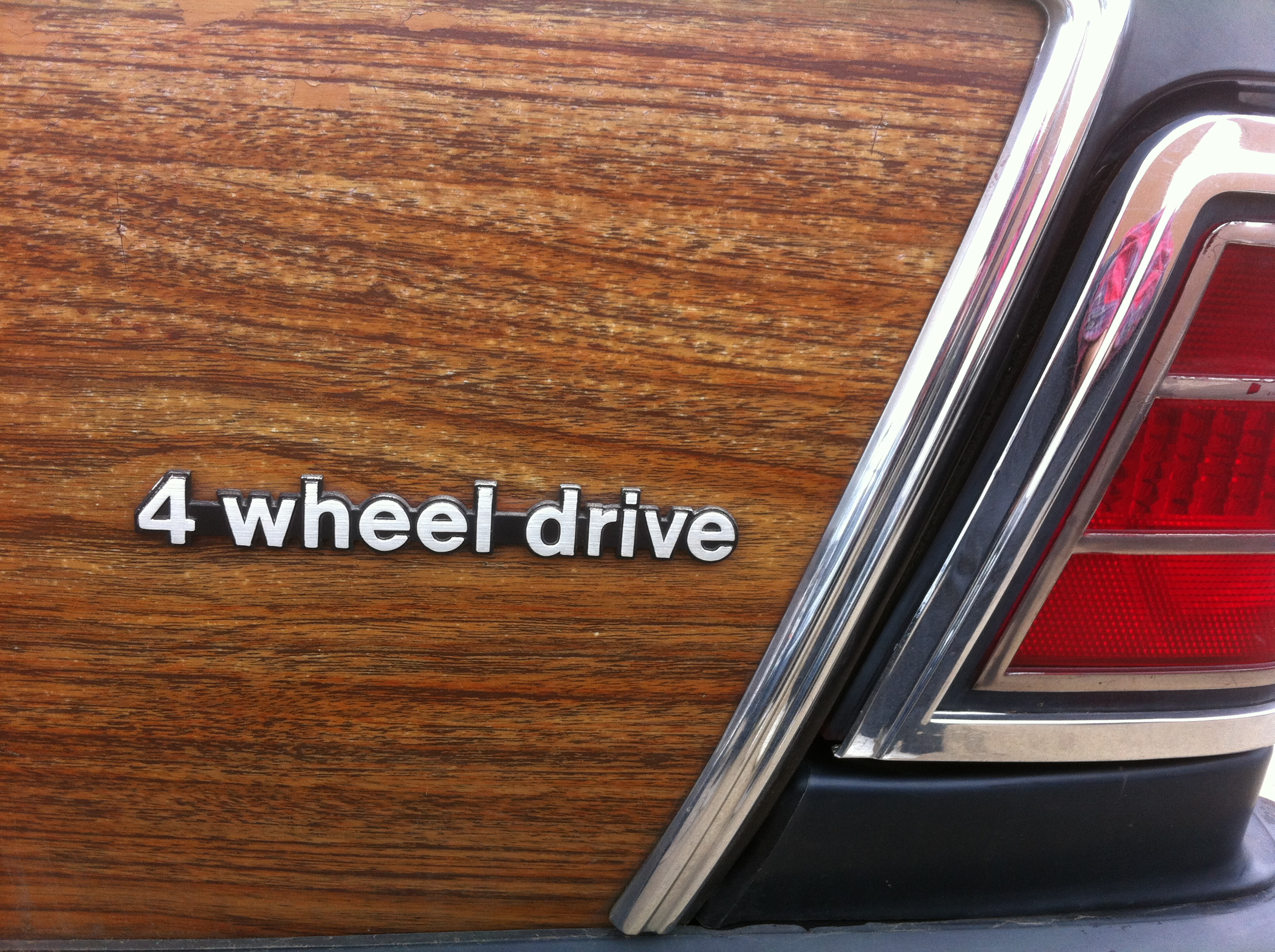
Todos los AMC Eagle eran 4x4

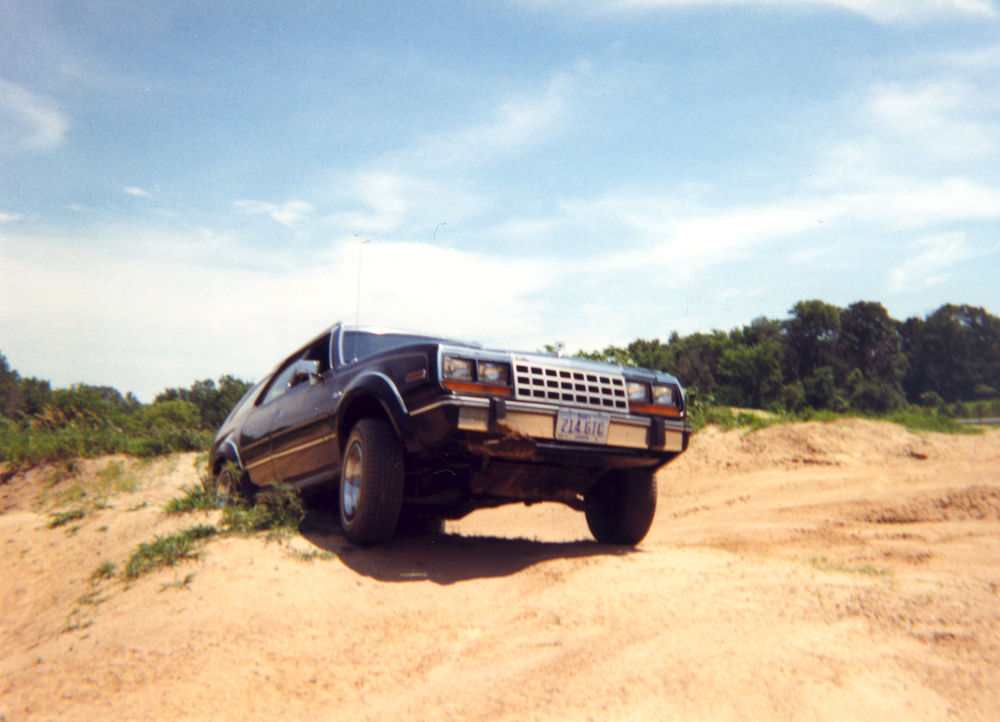
AMC Eagle Familiar en campo a través

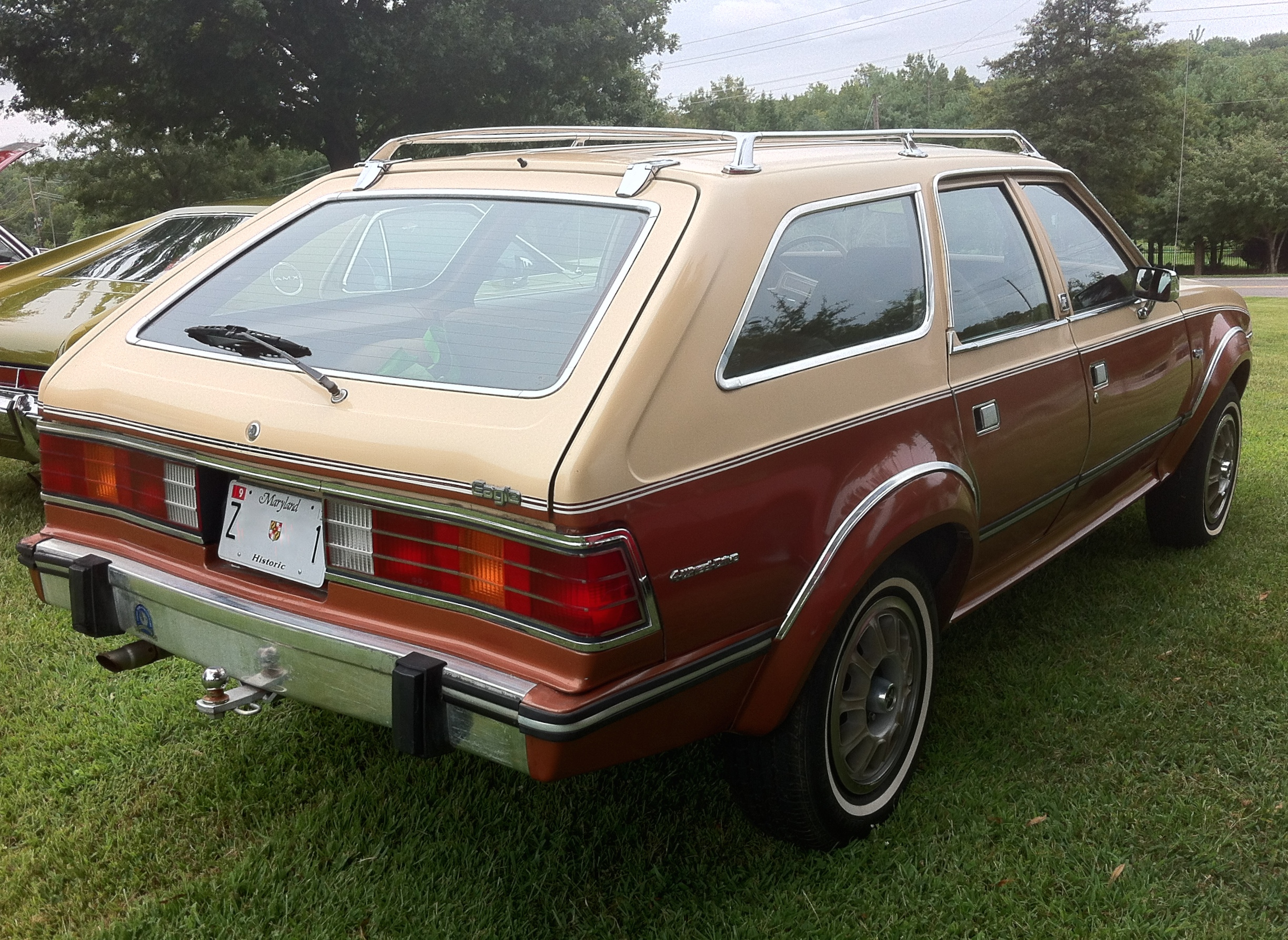
AMC Eagle Familiar con pintura bitono

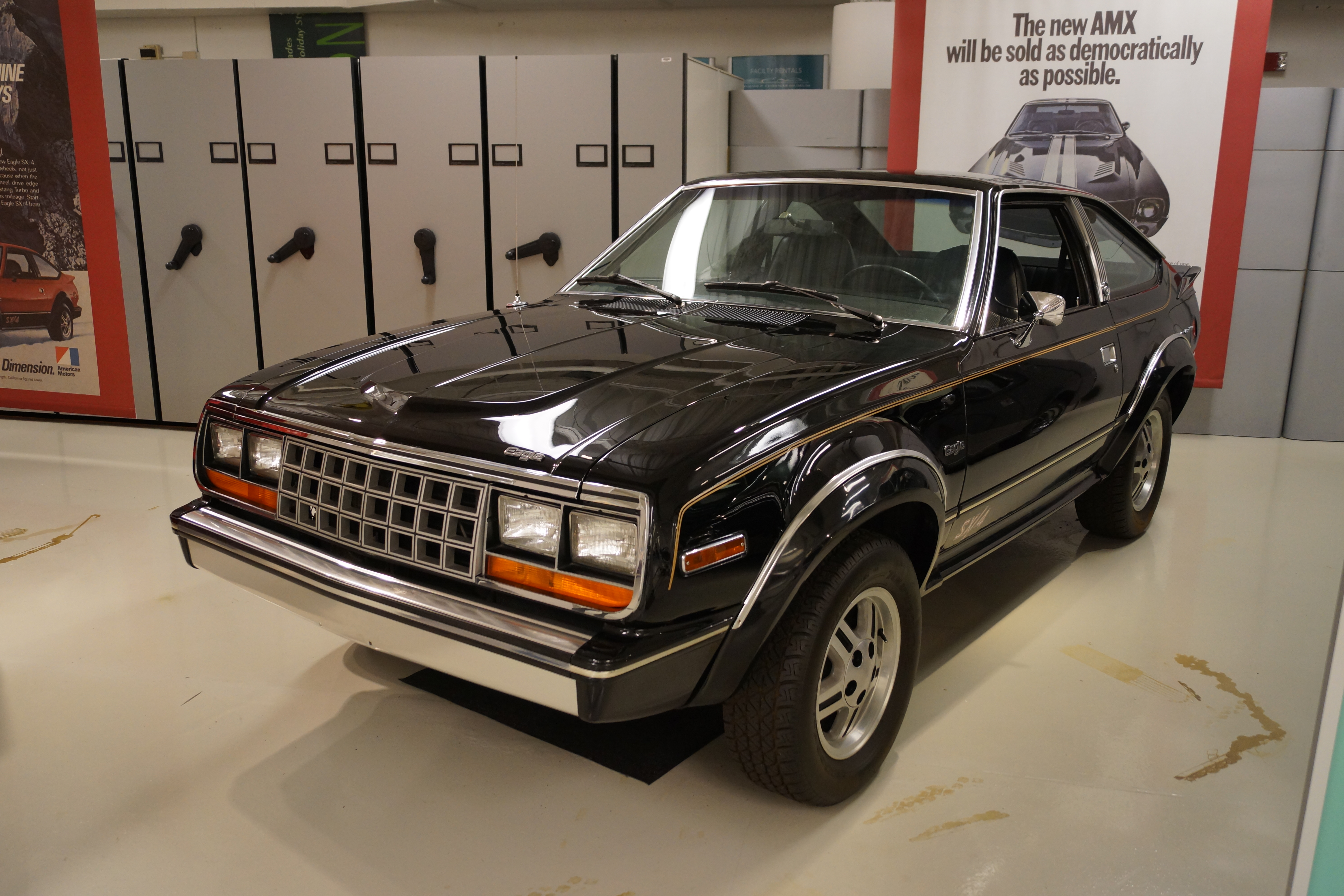
AMC Eagle SX/4 liftback

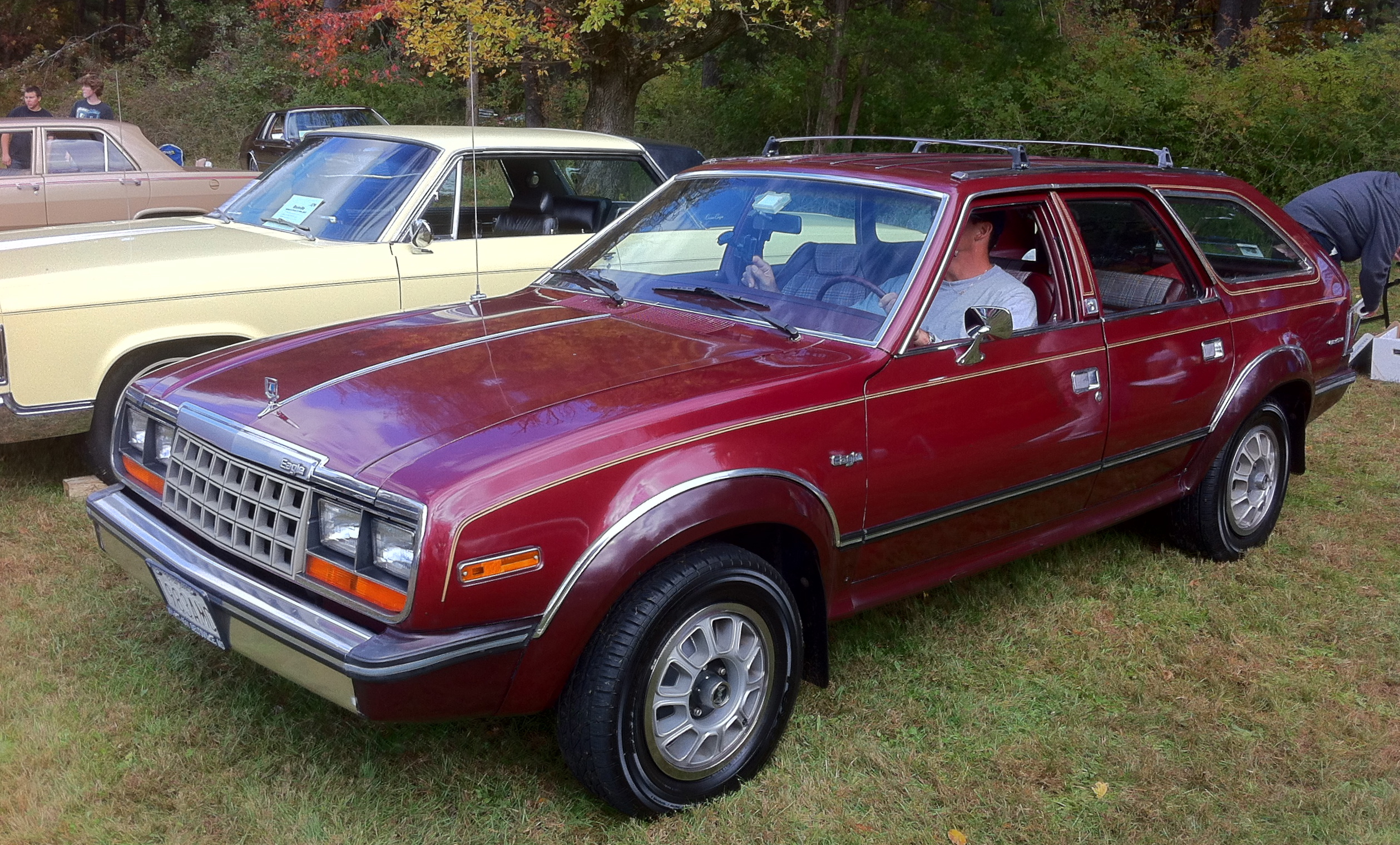
AMC Eagle Wagon en una exposición de vehículos clásicos

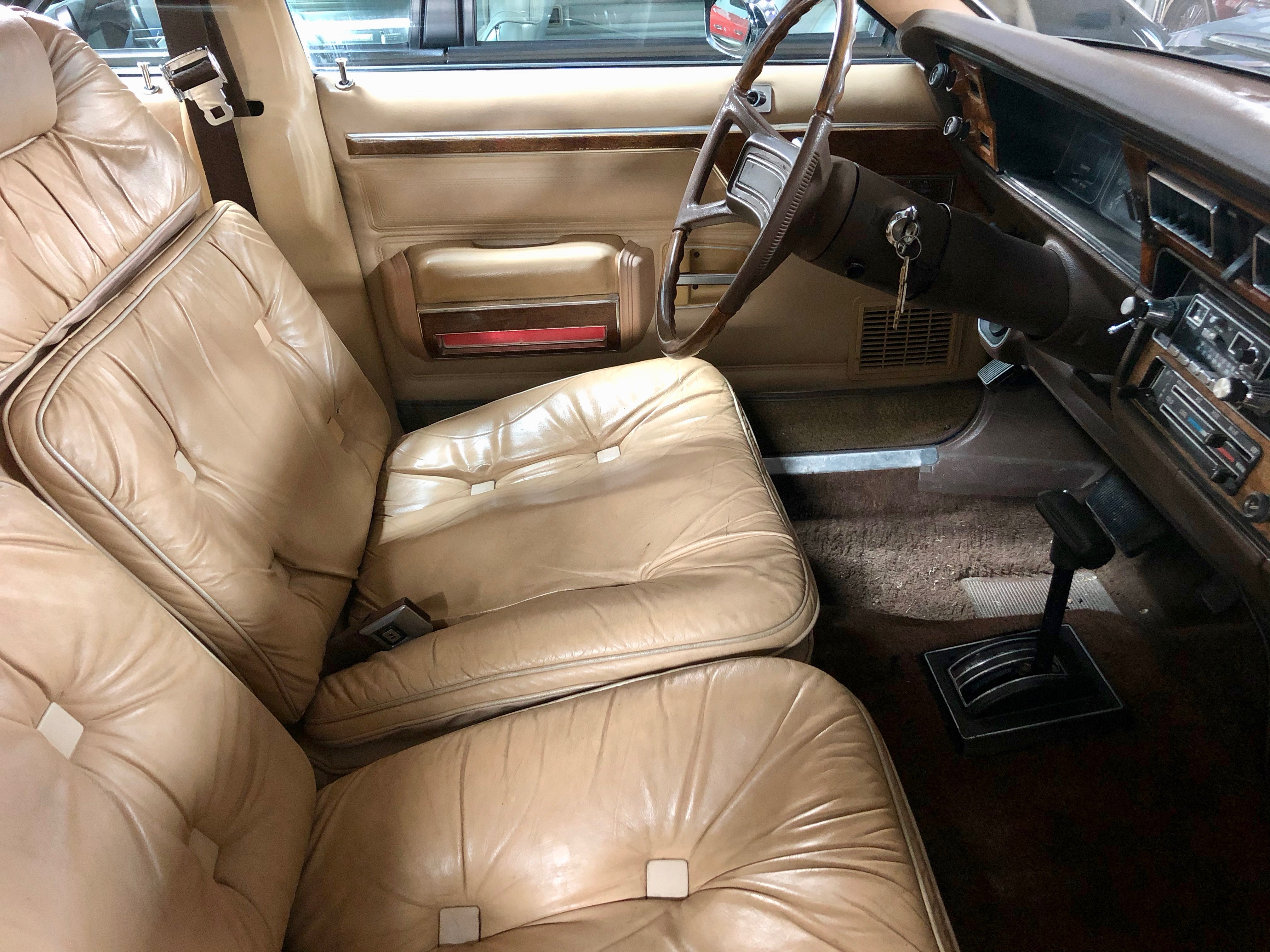
Interior confortable y lujoso de un AMC Eagle

Los vehículos todoterreno sedientos de combustible ya estaban disponibles en el mercado desde hacía tiempo, pero AMC "predijo que los consumidores adoptarían un vehículo con la comodidad de un turismo, pero con la altura de conducción y las capacidades para el mal tiempo de un vehículo con tracción en las cuatro ruedas." El objetivo era que automóviles asequibles ofrecieran una conducción y un manejo cómodos en carretera, junto con una tracción superior para un uso ocasional en caminos de tierra, gracias a la ingeniería y el diseño innovadores de AMC.
La propuesta inicial para la producción de lo que se convertiría en el AMC Eagle provino de Roy Lunn, el ingeniero jefe de diseño de AMC Jeep. El "Proyecto 8001 más cuatro" era el nombre en clave de Lunn para una nueva "línea de vehículos con tracción en las cuatro ruedas con las convenciones de conducción y manejo de un automóvil estándar con tracción trasera" construido sobre una plataforma monocasco. En febrero de 1977, AMC contrató a FF Developments para construir un prototipo basado en un AMC Hornet de producción en serie con motor V8, con un par motor repartido con el 33 % en la parte delantera y el 66 % en la parte trasera. Las pruebas y el desarrollo posterior demostraron la viabilidad de un vehículo con una mayor distancia al suelo, llantas más grandes de 15 pulgadas y una división de par más cercana al 50 % - 50 %. Lunn recomendó usar el motor de seis cilindros en línea de AMC acoplado a una transmisión automática.
Por lo tanto, el AMC Eagle surgió cuando el ingeniero jefe de Jeep incorporó a la carrocería de un Concord un sistema de tracción en las cuatro ruedas. Un vehículo de este tipo era un paso lógico para AMC, según el director general Gerald C. Meyers, ya que en 1979 se había producido una segunda crisis energética y las ventas de la línea Jeep altamente rentable cayeron, debido en parte a su baja eficiencia de combustible, lo que dejó a AMC en una posición financiera precaria. El Eagle brindó una forma económica de cerrar la brecha entre la línea sólida y económica, pero antigua, de automóviles de pasajeros de AMC y su bien considerada, pero decididamente enfocada al desempeño todoterreno, y la línea Jeep, ya que el Eagle se basó en plataformas existentes (primero en el Concord y más adelante en el Spirit).
El Eagle también superó la considerable brecha de precios entre el Subaru importado con tracción en las cuatro ruedas de gama baja y los vehículos 4x4 norteamericanos de gran tamaño, como el Jeep Wagoneer. Los modelos Eagle proporcionaron un nuevo impulso a la combinación de ganancias del fabricante de automóviles. Las ventas fueron rápidas desde el primer día, con un precio recomendado del fabricante para el modelo básico de dos puertas a partir de 6.999 dólares (25 882 $ en 2023) y el familiar de 4 puertas en 7.549 dólares (27 915 $ en 2023). El Eagle representó un "estallido de la creatividad genética de AMC... capturó rápidamente la atención de muchos conductores estadounidenses, que encontraron su combinación única de seguridad de la tracción en las cuatro ruedas con la comodidad de un turismo".
Por primera vez en los automóviles de pasajeros de producción en masa, los primeros AMC Eagles venían con un verdadero sistema automático que operaba solo en tracción total permanente (AWD). El tren motriz agregó alrededor de 300 libras (136 kg) al peso en vacío del Eagle. Los AMC Eagle también fueron los primeros vehículos 4x4 estadounidenses producidos en masa con una suspensión delantera independiente.
El diferencial central del AMC Eagle detrás de su transmisión automática TorqueFlite era de una sola velocidad (sin una opción de rango bajo) y usaba un acoplamiento viscoso para la transferencia silenciosa y suave de potencia al eje con la mayor tracción, sobre pavimento mojado o seco. La unidad central consistía en placas de embrague onduladas y poco espaciadas que operaban en un "fluido silicona similar a la miel" que realizaba una "función de deslizamiento limitado" entre las transmisiones delantera y trasera, así como en condiciones de conducción adversas que enviaban par al eje con la mayor parte de la tracción.
Diseñados como "automóviles de pasajeros de tamaño razonable [d]" que ofrecían una conducción y un manejo cómodos en el pavimento, los AMC Eagle "se comportaban más como cabras de las montañas Rocosas" cuando estaban fuera de la carretera. El valor del sistema de tracción 4x4 en el AMC Eagle fue evidente cuando se conducía en condiciones resbaladizas, y se utilizaron en la primera escuela de conducción sobre hielo de Estados Unidos. Los modelos Eagle proporcionaron la comodidad y el equipamiento que se esperaba de los modelos de pasajeros con tecnología todoterreno, que ofrecía un margen adicional de seguridad y tracción. El Eagle fue diseñado para clientes que "debían llegar a su destino independientemente de las condiciones del camino o del clima (médicos, policía, personal de emergencia, etc.)", así como para aquellos que vivían en áreas de mal tiempo o caminos de tierra, así como para cazadores y pescadores aventureros. El AMC Eagle no compitió con los tradicionales y rudimentarios vehículos 4x4. La compañía no diseñó el Eagle como un vehículo recreativo para recorridos todoterreno, sino como un automóvil de pasajeros que ofrecía beneficios adicionales. Aunque no estaba diseñado específicamente recorrer senderos difíciles, como el Chevrolet Blazer o el Jeep Cherokee, el Eagle "superará el barro, la arena, la nieve y los obstáculos que detendrían a un sedán ordinario".
El AMC Eagle fue el primer automóvil de producción en serie en utilizar un sistema 4x4. Otros vehículos que incorporaron la misma idea como el Subaru DL/GL (1972 para el mercado japonnés y dos años más tarde en los EE. UU.), y mucho más tarde, el Toyota Tercel SR5 Familiar (1983), solo tenían sistemas 4x4 que no podían activarse en pavimento seco. El Eagle también estaba años por delante del sistema simplista de tracción delantera/4x4 a tiempo parcial de Subaru, debido a la creatividad de Roy Lunn y a la experiencia de Jeep en la producción de vehículos con tracción total. Otra característica fue la suspensión delantera independiente del Eagle, lograda al montar el diferencial delantero en el bloque del motor con un cardán y un eje para impulsar las ruedas delanteras.
Como el primer automóvil de pasajeros estadounidense 4x4 de cualquier tipo producido en masa, los analistas de la industria automotriz se sorprendieron por el hecho de que AMC, una compañía que la mayoría había considerado más allá de su capacidad para producir vehículos competitivos, convirtió lo mejor de lo que tenían en un vehículo revolucionario, novedoso y versátil. Al hacerlo, se consideró que el pequeño fabricante estadounidense había sido pionero inteligentemente en un nuevo segmento de mercado, uno que crecería enormemente durante los 25 años siguientes y más allá, como lo demuestra la conclusión de la revista "Four Wheeler" en 1980 de que el nuevo AMC Eagle fue, de hecho, "El comienzo de una nueva generación de automóviles". A pesar de que el fabricante de automóviles estaba intentando superar sus problemas financieros, "la reputación de AMC de desarrollar vehículos económicos solo se veía superada por su legado de alumbrar el SUV", incluido el Eagle como precursor de uno de los tipos de vehículos posteriormente más populares en el mercado. De hecho, el concepto básico del Eagle, el de un familiar con tracción a las cuatro ruedas, distancia al suelo elevada, gama completa de opciones de potencia y transmisiones automáticas, así como capacidad recorrer para caminos difíciles, ha inspirado vehículos como las líneas Subaru Outback y Forester, el Audi Allroad, el Volkswagen Passat Alltrack, la gama Volvo XC y muchos otros. De manera similar, el periodista automovilístico Marty Padgett describió el Eagle de 1980 basado en los automóviles de AMC, que combinaba capacidad para todo tipo de clima con un menor consumo de combustible, como "el primer crossover", que fue sucedido por generaciones enteras de vehículos Subaru y otros modelos.
En una prueba de manejo de un vehículo crossover de 2009, el AMC Eagle "combinó dos personalidades dispares: robustez, alegría juvenil y firme responsabilidad paternal, de una manera que pocos pensaron posible en 1980. Y a pesar de toda la humilde herencia del Eagle, ha establecido un estándar duradero para la utilidad y un espíritu amigable e innovador que ha eludido a la mayoría de los crossovers compactos del mercado actual". En un artículo de una serie sobre innovaciones e íconos, la BBC escribió: "El Eagle era, en esencia, el tipo de producto que rompe segmentos, al que los ingenieros y los vendedores dedican toda su carrera a intentar crear".

## Descapotables Sundancer

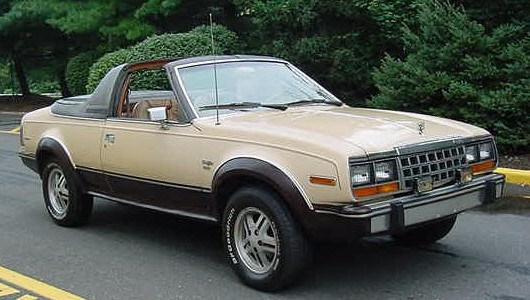
AMC Eagle convertible de 1981

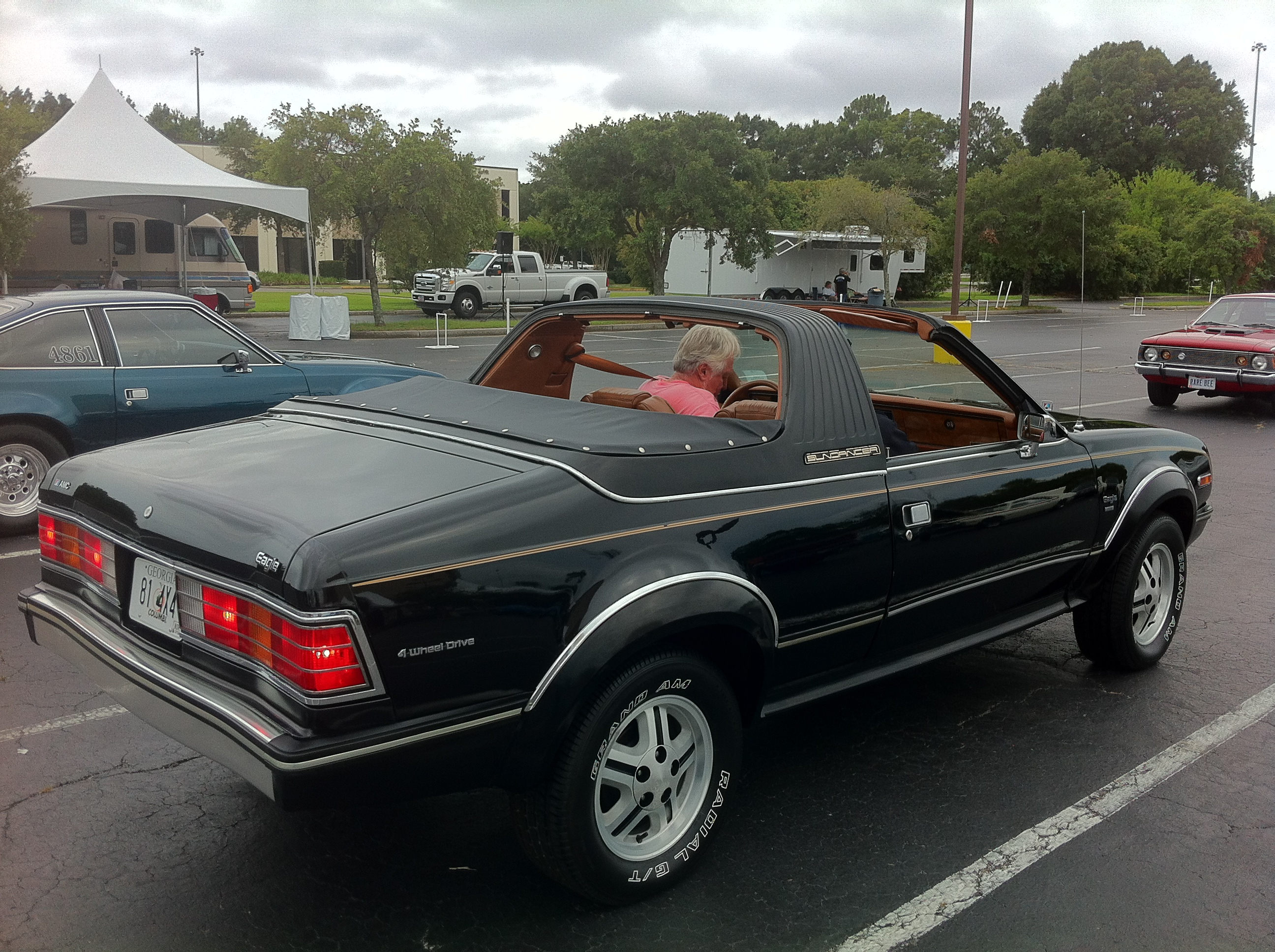
AMC Eagle convertible de 1981

En 1980, AMC firmó un acuerdo con la empresa Griffith Company para que produjera un Eagle con carrocería descapotable, y se desarrolló una versión prototipo. Los coches se comercializaron durante los años modelo 1981 y 1982 como la conversión Sundancer. Se reforzó la carrocería monocasco del Eagle y se soldó una barra tipo targa de acero a los pilares de las puertas para proteger el compartimiento de pasajeros. La parte delantera del techo era una ligera lámina de fibra de vidrio extraíble, mientras que la sección trasera de polivinilo y la ventana trasera se plegaban y tenían una cubierta para el maletero cuando estaban en la posición baja.
Las conversiones fueron aprobadas por AMC, con los coches comercializados a través de distribuidores seleccionados de AMC, que mostraban la selección de opciones y colores exteriores a los clientes. La conversión costaba aproximadamente 3.000 dólares, y el precio de lista del concesionario era de 3.750. La conversión fue realizada por Griffith, una empresa creada originalmente para construir coches de carreras basados en el deportivo inglés TVR. Con sede en Fort Lauderdale, los autos se enviaban desde Kenosha para la conversión. La empresa también fue responsable del convertible Toyota Celica "Sunchaser", una realización similar. Estas conversiones Griffith se consideran autocares convertibles.

## Turbodiésel
Otra conversión aprobada por la fábrica fue la turbodiésel de 1980. Los motores de 219 plg³ (3,6 L) rendían 150 HP (112 kW; 152 CV) y 224 pies·libra fuerza (304 N·m), y fueron suministrados por VM Motori. Se cree que solo se fabricaron unas siete unidades. Se contabilizan dos en uno de los clubes AMC Eagle.
La publicidad de las conversiones señalaba que los automóviles estaban equipados con tanques de combustible más grandes, lo que, junto con la economía del motor diésel y una transmisión overdrive opcional, daría a los automóviles una autonomía de 1500 millas (2414 km). Sin embargo, el precio de 9.000 dólares de la conversión limitó el atractivo del mercado del automóvil y se suspendió la opción turbodiésel.

## Carreras

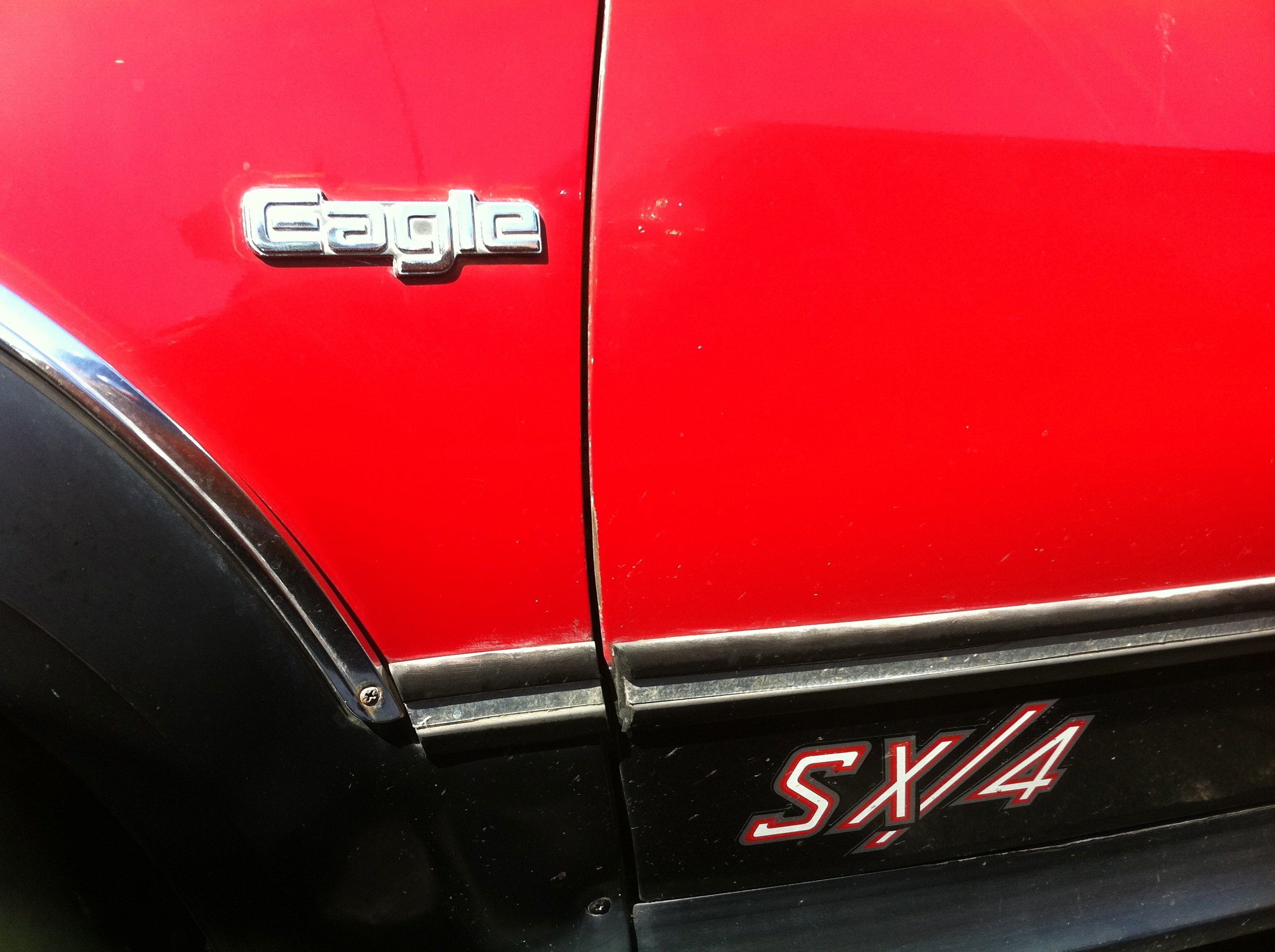
Emblema de un AMC Eagle SX/4

El AMC Eagle participó en la serie de carreras SCCA ProRally, organizada por el Sports Car Club of America, un organismo que apoya la organización de eventos de automovilismo de velocidad, rally y autoeslalon en los EE. UU. Intervino en las Series Prorally entre 1981 y 1986.

## Mercados internacionales

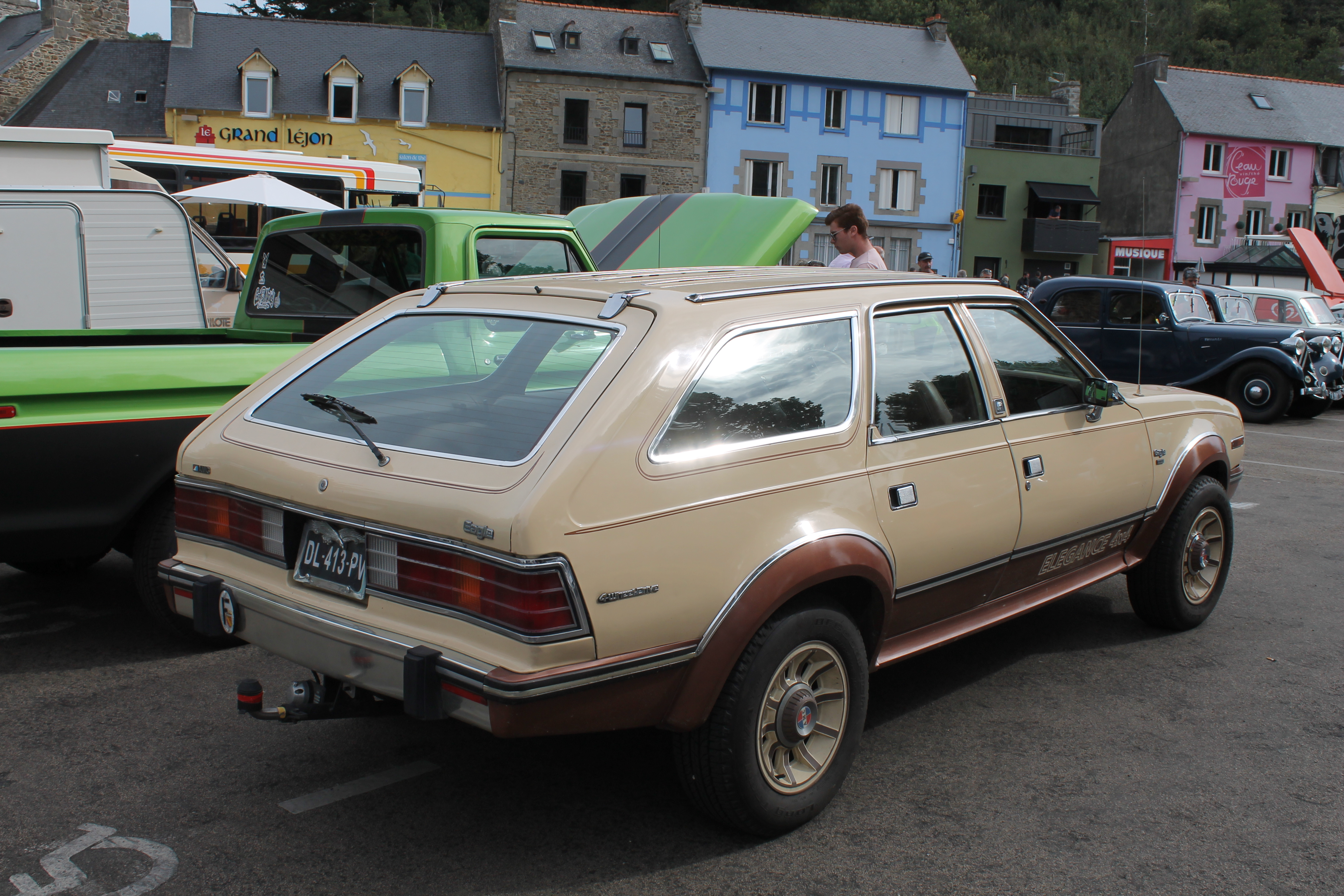
AMC Eagle familiar en Francia

### Alemania
Los AMC Eagle fueron importados a Alemania por Allrad Schmitt en Höchberg, Würzburg en Baviera, que había sido el único importador de los Jeep de AMC desde 1977. La empresa se había especializado en vehículos todoterreno y, por lo tanto, el Eagle se importó a partir de 1980.

### Japón
Los AMC Eagle se importaron a Japón entre 1985 y 1989, con su volante a la izquierda original, bajo el nuevo "Plan de Acción de 1985" del país que se puso en marcha para simplificar los procesos de importación de Japón, incluidos los vehículos motorizados. Kintetsu Shibaura Automotive Maintenance Company Ltd. comenzó a importar el AMC Eagle Familiar y el Jeep Cherokee de la generación XJ. La empresa fue absorbida por Kintetsu Motors en 1986, que continuó importando los Eagle y Cherokee hasta 1989.

### Suiza

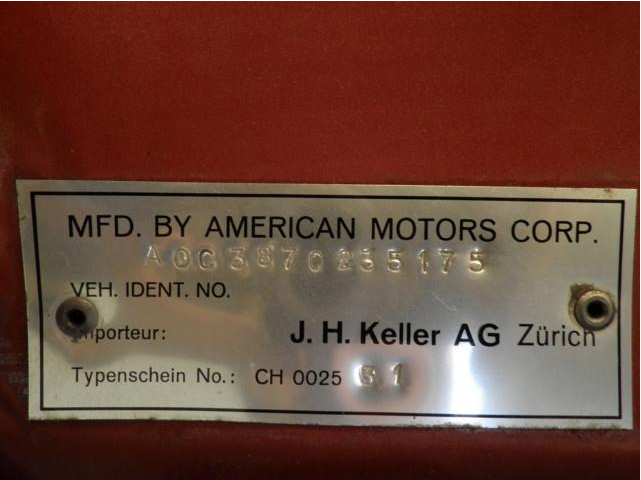
Placa de un Eagle importado por JH Keller, adaptado al mercado suizo

El Eagle y otros modelos y Jeeps de AMC fueron importados a Suiza por J.H. Keller en Zúrich. Durante la década de 1970 hasta alrededor de 1986, AMC exportó los modelos Pacer, Javelin, Concord, así como Jeep CJ y Wagoneer fabricados en EE. UU. o Canadá a distintos países.

## Legado
El AMC Eagle "podría decirse que se adelantó una década a su tiempo". Fue un automóvil de pasajeros "pionero en la categoría de los SUV crossover". Introducido a finales de 1979 para el año modelo 1980, "no se parecía a nada en el mercado" y en la década de 2000 "el SUV un tanto tradicional ha dado paso al 'vehículo utilitario derivado'... el mercado se ha saturado con estos nuevos «crossovers» que brindan una experiencia de conducción similar a la de un turismo con la seguridad de un poco más de distancia al suelo y tracción en las cuatro ruedas", lo que hace que el AMC Eagle esté "unos 30 años por delante de las actuales tendencias".
El Eagle tenía carácter y aptitudes como todoterreno, y ganó seguidores leales. Fueron un precursor de los modelos derivados posteriores, y se convirtieron en "vehículos que funcionaron bien y que se vendieron bien". La producción total fue de 197.449 unidades en una sola generación.
Aunque el AMC Eagle original no se produjo después de 1988, la marca Eagle, se mantuvo como parte de la división Jeep-Eagle recién formada de Chrysler Corporation.
Después de comprar AMC, Chrysler obtuvo la lucrativa propiedad de Jeep, pero también "recibió una gran variedad de automóviles en gran parte sin éxito que AMC estaba trayendo de la empresa filial francesa y copropietaria" Renault. La nueva división Jeep-Eagle incluía una combinación de vehículos basados en Renault, el Eagle Medallion importado y el Eagle Premier construido en América del Norte, así como modelos Mitsubishi japoneses rediseñados: Eagle Summit, Eagle Summit Familiar, Eagle Talon, Mitsubishi Galant (solo en Canadá) y Eagle Vista (también solo en Canadá). En 1993 se agregó un vehículo diseñado por Chrysler, el Chrysler Vision.
Después de que se lanzó el Eagle familiar con tracción en las cuatro ruedas basado en los modelos de AMC, los directivos de Chrysler y de Eagle estaban ocupados determinando qué tipo de vehículos serían los mejores para la nueva división. El concepto Eagle deportivo con tracción en las cuatro ruedas continuaría con su espíritu ofreciendo tracción en todas las ruedas opcionalmente en el Eagle Talon (1990–98) basado en un Mitsubishi, el Eagle Vista familiar (1989–91) del mercado canadiense y el Eagle Summit Familiar (1992–96). Sin embargo, la "línea de automóviles Eagle para los años 1990 difería significativamente de la recibida en 1987, inmediatamente después de la compra de AMC por parte de Chrysler".
La marca incluía vehículos de diferentes compañías con varias características que contaban con economía, deportividad y lujo. Debido a la mala comercialización, las ventas nunca cumplieron con las expectativas. Chrysler descontinuó la marca Eagle después del año modelo de 1998.

## Coleccionismo

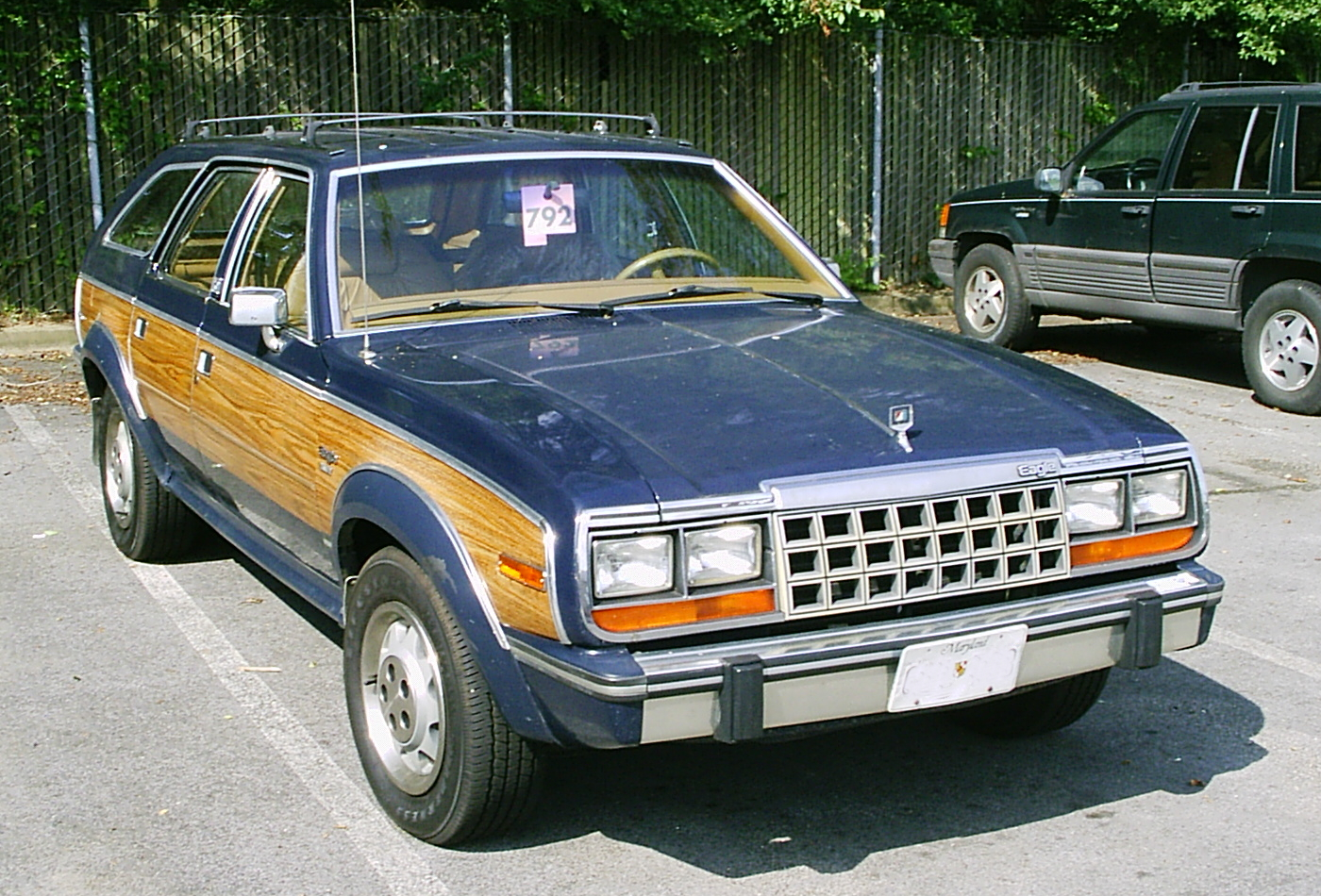
AMC Eagle Familiar con cambio manual de 5 marchas

Los coches que se han conservado "parecen la versión primigenia de un CUV, una especie de eslabón perdido del mundo del automóvil". Como automóviles para uso diario, los AMC Eagle "no fueron diseñados para golpearse con rocas como vehículos de trabajo", distinguiéndose sobre todo como coches de pasajeros únicos con tracción en las cuatro ruedas, que además disponían de "carrocerías y trenes de rodaje AMC sobradamente probados". Los AMC Eagle se coleccionan por motivos de nostalgia, estatus, placer o inversión, e incluso para seguirlos usando. También tienen la distinción de ser "un automóvil históricamente significativo".
El Eagle comparte muchas partes y componentes con otros modelos de Jeep y AMC. Hay muchos clubes de automóviles AMC activos y proveedores especializados para prestar servicio de mantenimiento y repuestos. Si bien los Eagles sobrevivientes ya no se están depreciando, no parecen estar apreciándose rápidamente, a excepción del convertible Sundancer de 1981–82.
En algunas regiones, incluido el noroeste del Pacífico de los Estados Unidos, la Columbia Británica y Alaska, los AMC Eagle todavía abundan y están en servicio y disponibles para la venta décadas después de que cesó la producción.
Los Eagle que se incorporaron a la competición SCCA Pro Rally se ofrecieron a los coleccionistas, como una versión impulsada por el Motor AMC V8 de 390 plg³ (6,4 L). También se han vendido ejemplares bien mantenidos de propietarios de alto perfil (como Phoebe Hearst, la nieta de William Randolph Hearst). Muy rara vez salen a la venta versiones convertibles Sundancer bien cuidadas, que funcionen tan bien como se ven.